# Naregamia alata
Naregamia alata är en tvåhjärtbladig växtart som beskrevs av Wight & Arn.. Naregamia alata ingår i släktet Naregamia och familjen Meliaceae. Inga underarter finns listade i Catalogue of Life.